# First Encounter
First Encounter ist ein Musikalbum von Howard Riley und Keith Tippett. Die am 22. Mai 1981 live im Goldsmiths College, London, entstandenen Aufnahmen erschienen 2001 auf dem Label Jazzprint.

## Hintergrund
Zwei der größten „Freestyle“-Pianisten Großbritanniens, Howard Riley und Keith Tippett, hätten die Bühne betreten, ohne vorher zu besprechen, was sie spielen würden, schrieb Steve Loewy. Mit In Focus (1985), The Bern Concert  (auch Interchange, 1994) und Journal Four (2022) setzten Howard Riley und Keith Tippett ihre Zusammenarbeit fort, um dann mit John Tilbury ein Album mit drei Pianisten einzuspielen (Another Part of the Story, 2003).

## Titelliste
- Howard Riley & Keith Tippett: First Encounter (Jazzprint JPVP114CD)[2]

1. First Encounter	25:07
2. Two in One Part 1	6:58
3. Two in One Part 2	27:58
4. Twenty First Century Blues	5:28

Die Kompositionen stammen von Howard Riley und Keith Tippett.

## Rezeption
Steve Loewy verlieh dem Album in Allmusic vier Sterne und schrieb, Riley und Tippett hätten ein Album von bleibendem Wert geschaffen. Diese Art von Meeting sei riskant: Selbst unter den besten Umständen könne es scheitern. Das Geheimnis dabei sei, dass jeder dem anderen genau zuhörte und die Ergebnisse klingen, als hätten sich die beiden intensiv auf diesen Anlass vorbereitet. Sie würden verebben und fast wie eine einzige Stimme fließen. Das eröffnende „First Encounter“ sei abwechselnd zart, majestätisch und feurig, mit einem wunderbaren Zusammenspiel, das die Geschichte des Jazzpianos abdecke. Auf dem Weg dorthin gebe es so unterschiedliche Einflüsse wie Cecil Taylor und James P. Johnson. Das abschließende „Twenty First Century Blues“ gehe [in der Geschichte] weit zurück, während die Pianisten „down and dirty“ werden, ein erhebender Schluss für diejenigen, die das Glück hatten, diese Geschichtsstunde aus erster Hand miterlebt zu haben.